# Casa Palacio de los Contreras
La Casa Palacio de los Contreras es un palacio situado en la localidad de Ayllón, provincia de Segovia, España. Fue declarado bien de interés cultural el 17 de julio de 1969.

## Descripción
Es uno de los más interesantes ejemplares de la arquitectura civil española de finales del siglo XV y fue construida por mandato de Juan Contreras, del linaje de la Casa de Contreras, en el reinado de los Reyes Católicos, según reza la inscripción en epigrafía gótica que figura en su fachada. 
La composición de la misma, con su arco adintelado, cobijado por un rico alfiz al que sirve de ornamento el cordón franciscano, es de extraordinaria belleza y a su interés contribuyen los ventanales de la planta noble, en arco escarzano adornado con sarta de bolas y los del piso superior, cuyo dintel se perfila con un guardapolvo. El interior de la mansión está dividido en espaciosas estancias de paredes de mampostería, variados arcos y columnas, curiosas luceras y artesonados moriscos y puertas de cuarterones.